# Simulium banksi
Simulium banksi är en tvåvingeart som beskrevs av Craig 2006. Simulium banksi ingår i släktet Simulium och familjen knott.
Artens utbredningsområde är Vanuatu. Inga underarter finns listade i Catalogue of Life.